# Бирючово (Тихвинский район)
Бирючово — деревня в Пашозёрском сельском поселении Тихвинского района Ленинградской области.

## История
Деревня Биричево упоминается в переписи 1710 года в Никольском Пашеозерском погосте Заонежской половины Обонежской пятины.
Деревня Бирсочево упоминается на карте Новгородского наместничества 1792 года А. М. Вильбрехта.

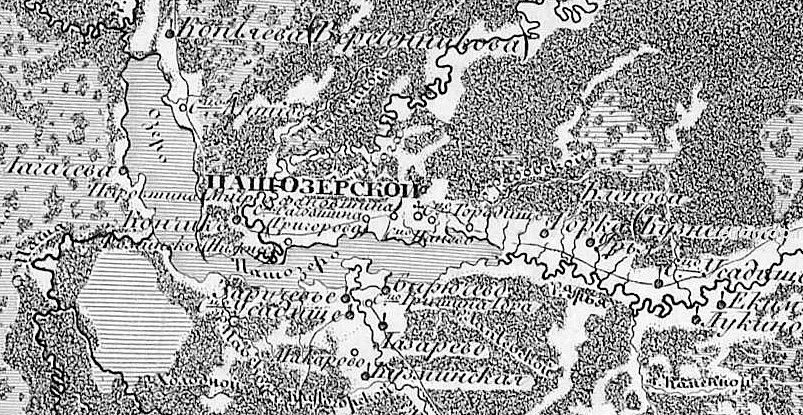
Деревня Бирючово на карте 1847 года

На семитопографической карте Новгородской губернии 1847 года она упоминается как деревня Бирючево.

БИРЮЧОВО и НОВОЕ БИРЮЧОВО — смежные деревни Лазаревского общества, прихода Пашеозерского погоста. Озеро Пашеозеро. 

Крестьянских дворов — 5. Строений — 47, в том числе жилых — 18. Водяная мельница.

Число жителей по семейным спискам 1879 г.: 37 м. п., 44 ж. п.; по приходским сведениям 1879 г.: 37 м. п., 46 ж. п.

В конце XIX — начале XX века деревня административно относилась к Лукинской волости 2-го земского участка 2-го стана Тихвинского уезда Новгородской губернии.

БИРЮЧОВО — деревня Лазаревского общества, дворов — 15, жилых домов — 17, число жителей: 56 м. п., 47 ж. п. 

Занятия жителей — земледелие, лесные заработки. Тихвинский почтовый тракт. Озеро Пашеозеро. Часовня. (1910 год)

С 1917 по 1918 год деревня входила в состав Лукинской волости Тихвинского уезда Новгородской губернии.
С 1918 года — в составе Череповецкой губернии.
С 1927 года — в составе Пашеозерского сельсовета Капшинского района.
В 1928 году население деревни составляло 159 человек.
Согласно карте Ленинградской области Северо-западного аэрогеодезического треста ГГУ издания 1932 года деревня насчитывала 14 крестьянских дворов:
| Внешние изображения | Внешние изображения                 |
| ------------------- | ----------------------------------- |
|                     | Деревня Бирючово на карте 1932 года |

По данным 1933 года деревня Бирючово входила в состав Пашеозёрского сельсовета Капшинского района.
В 1958 году население деревни составляло 86 человек.
С 1963 года — в составе Тихвинского района.
По данным 1966, 1973 и 1990 годов деревня Бирючово также входила в состав Пашеозёрского сельсовета Тихвинского района.
В 1997 году в деревне Бирючово Пашозёрской волости проживали 35 человек, в 2002 году — 28 человек (все русские).
В 2007 году в деревне Бирючово Пашозёрского СП проживал 21 человек, в 2010 году — 11.

## География
Деревня расположена в северо-восточной части района на автодороге 41К-019 (Явшиницы — Ганьково).
Расстояние до административного центра поселения — 1 км.
Расстояние до ближайшей железнодорожной станции Тихвин — 102 км.
Деревня находится на южном берегу Пашозера. Через деревню протекает Кузрека.

## Демография
| 2007 | 2010 | 2017 |
| ---- | ---- | ---- |
| 21   | ↘11  | ↗25  |

### Национальный состав
Согласно данным Всероссийской переписи населения 2021 года в деревне проживали 12 человек, все русские.

## Улицы
Береговая, Весёлый переулок, Калинтиевская, Лазаревская.